# Jorge de Baviera
Jorge el Rico, duque de Baviera-Landshut (15 de agosto de 1455 - Ingolstadt, 1 de diciembre de 1503), (en alemán: Georg, Herzog von Bayern-Landshut) fue, desde 1479, el último duque de Baviera-Landshut. Era uno de los hijos de Luis IX el Rico y Amalia de Sajonia. Pertenece a la casa de Wittelsbach.

## Biografía
Jorge se volvió un fuerte aliado del Emperador Maximiliano I y apoyó sus campañas en Suabia, Suiza, Geldern y Hungría.

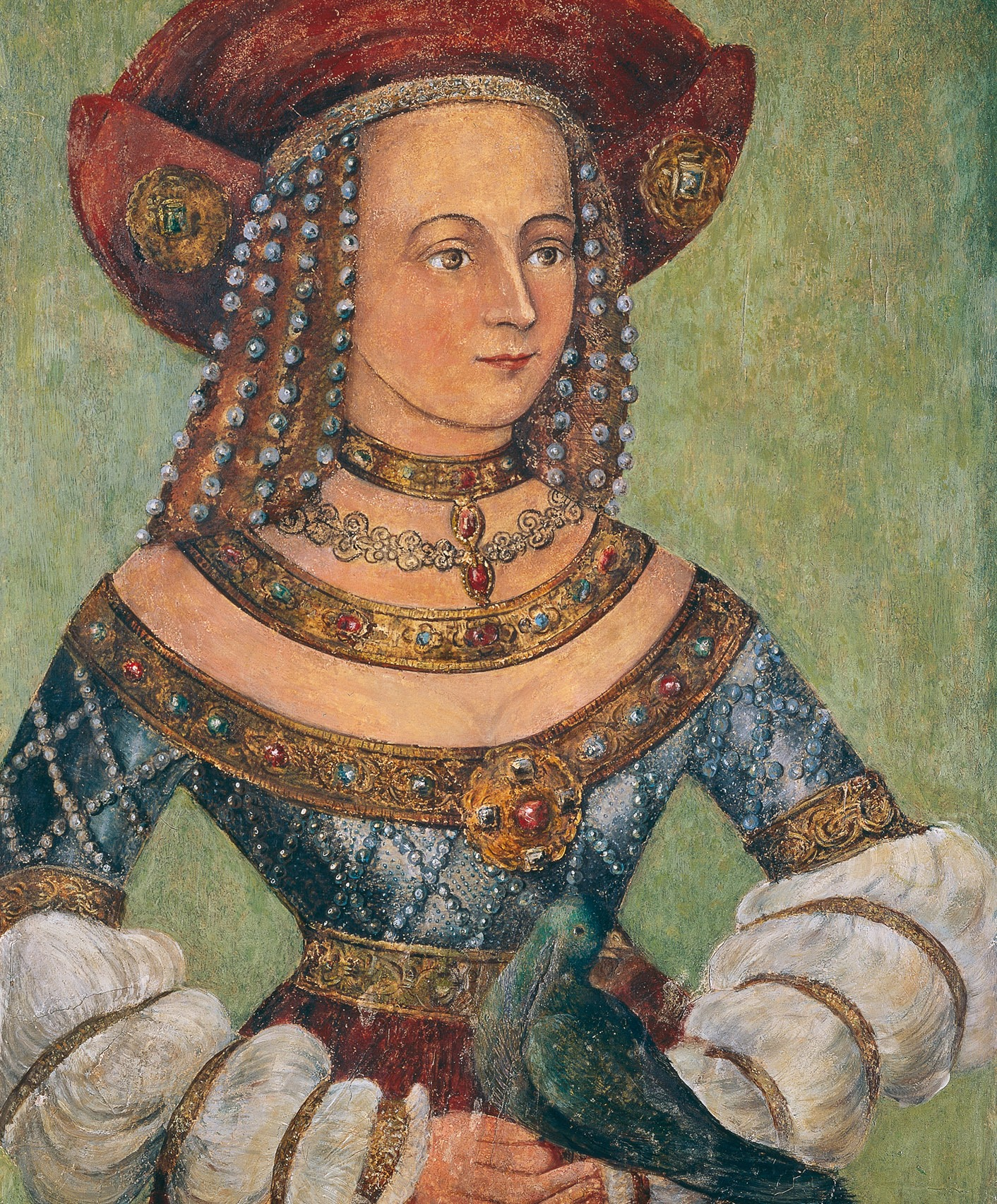
Eduviges Jagellón (1457-1502)

Su boda con la princesa Eduviges Jagellón (en alemán, Hedwig), una de las hijas del Rey Casimiro IV de Polonia, se celebró en 1475 con una de las fiestas más espléndidas de la Edad Media. La pareja tuvo cinco hijos, tres varones y dos mujeres. De cualquier manera, ninguno de sus hijos sobrevivió hasta la muerte de Jorge, y por las restricciones de la Ley Sálica, practicada en la Alemania medieval, sus hijas no podían heredar el ducado. Igualmente, Jorge trató de legar el ducado a su hija Isabel y a su esposo Ruperto, Conde Palatino, tercer hijo de Felipe del Palatinado. Esto llevó a una destructiva guerra de sucesión luego de la muerte de Jorge, en 1503-1504. Finalmente, fue sucedido por Alberto IV de Baviera-Múnich. Sólo el nuevo ducado del Palatinado-Neoburgo pasó a los hijos de Ruperto, Otón Enrique del Palatinado (en alemán Ottheinrich) y Felipe.
La boda de Landshut es un festejo histórico que se celebra actualmente con un desfile cada cuatro años en recuerdo de la boda de Jorge el Rico.
| Predecesor: Luis IX | Duque de Baviera-Landshut 1479 - 1503 | Sucesor: Alberto IV |

- Datos: Q64254
- Multimedia: George the Rich, Duke of Bavaria / Q64254